# ルートヴィヒ1世 (バーデン大公)

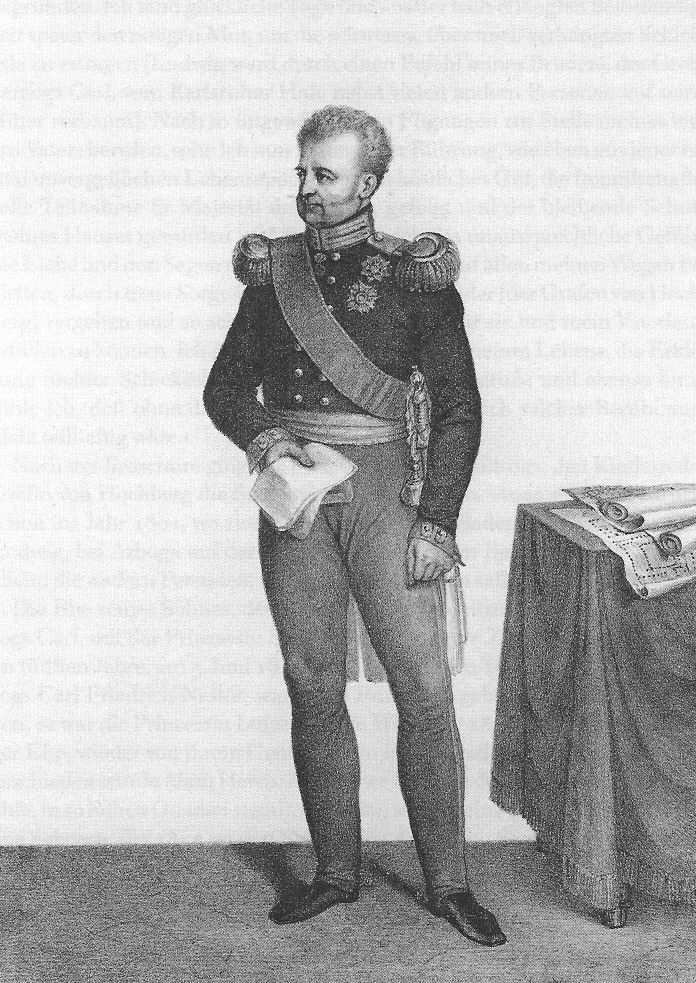
バーデン大公ルートヴィヒ1世

ルートヴィヒ1世（Ludwig I., 1763年2月9日 - 1830年3月30日）は、バーデン大公国の第3代大公（在位：1818年 - 1830年）。初代バーデン大公カール・フリードリヒとその最初の妃であったヘッセン＝ダルムシュタット方伯ルートヴィヒ8世の娘カロリーネ・ルイーゼ（1723年 - 1783年）の息子で、第2代大公カールの叔父。カールスルーエで生まれた。

## 生涯
1818年12月8日に甥のバーデン大公カールが死去し、彼の息子が全て夭逝していたため大公位に即いた。初期の放蕩生活とは対照的に、在位中の宮廷の維持費は明らかに質素であった。自らを軍人とみなすルートヴィヒは、必要以上に軍事予算を増やしたが、国の発展もにも努めた。プロイセン国王フリードリヒ・ヴィルヘルム3世は、1819年1月29日にルートヴィヒを歩兵大将に任命し、歩兵第4連隊（東プロイセン第3連隊）長に任命した。1820年にルートヴィヒ1世はフライブルク大学に多額の寄付を行い、財政難で廃校の危機に陥っていた同校を救った。フライブルク大学の正式名称「アルブレヒト＝ルートヴィヒ大学」の「ルートヴィヒ」はこれに感謝して加えられたものである。また1825年にはドイツ最古の工科大学であるカールスルーエ大学を創設した。ルートヴィヒの教会政策も永続的なものであった。ナポレオン時代の再編成の後、バチカンに教区の再編成をさせるのに貢献した。古くからあったコンスタンツ司教区は解体され、新しい主権国家の境界線を志向する教区が設立された。こうしてフライブルクはバーデンとホーエンツォレルンの、ロッテンブルクはヴュルテンベルクの教区の所在地となった。ルートヴィヒの外交努力により、フライブルクはライン川上流の大司教区の所在地となり、フルダ、マインツ、リンブルク、ロッテンブルクの付属司教区が割り当てられることになった。
1830年3月30日、カールスルーエで死去した。ルートヴィヒ1世には嫡子がおらず、他に同母兄弟もいなかったため、バーデン大公家は断絶の危機に直面していた。結局、貴賎結婚であった父カール・フリードリヒと彼の後妻ルイーゼ・カロリーネ・ガイヤー・フォン・ガイヤースベルク（Luise Karoline Geyer von Geyersberg, 1768年 - 1820年）との間に生まれた異母弟のレオポルトが大公位継承者となった。
素性不明の捨て子カスパー・ハウザーの噂の一つが、この大公位継承問題と関連している。それは、カスパー・ハウザーは誕生後すぐ死去したとされるカールの息子であったというものである。